# Dismissed
Dismissed est une émission de télé-réalité diffusée sur la chaîne MTV pour la première fois en 2001. Dans chaque épisode, un garçon ou une fille a rendez-vous avec deux autres personnes (généralement du sexe opposé, mais certains épisodes en versions gay et lesbienne ont été réalisés). Deux "candidats" s'opposent pour réussir à séduire la troisième personne, pour cela ils proposent chacun une activité et un lieu pour partager un moment et faire connaissance.

À la fin de l'épisode, un des deux candidats est éliminé par la désormais célèbre phrase "You're dismissed !" (Dismissed signifie éliminé en français).

Chacun des deux challengers dispose également d'une carte "time-out" (temps mort) qui permet d'éloigner son concurrent durant 20 minutes pour rester seul-à-seul avec la personne à séduire.
Une version internationale avait également vu le jour sous le nom de Globally Dismissed. Le concept est exactement le même, à l'exception que les candidats sont originaires de différents pays (contrairement à Dismissed où les candidats sont tous américains).
L'émission a finalement été remplacée par Next.